# ゼンノエルシド
ゼンノエルシド（欧字名:Zenno El Cid、1997年3月26日 - 2024年9月1日）は、アイルランド生産、日本調教の競走馬、種牡馬。主な勝ち鞍に2001年のマイルチャンピオンシップ、京成杯オータムハンデキャップ。「マイルを愛した貴族」と呼ばれた。

## 経歴
- 特記事項なき場合、本節の出典はJBISサーチ[6]

1999年10月10日、東京競馬場での3歳新馬戦でデビューし、1着。このレースの際、パドックにおいて陰茎を勃起させ、その状態のままレースに勝利したことが一部のメディアで笑い話として取り上げられ、以後本馬の出走時には、パドックに「男を魅せろ!ゼンノエルシド」といった横断幕が掲げられていたこともあった。 その横断幕は、「【優駿メモリアル】テイエムオペラオーVSメイショウドトウ 〜世紀を越えた名勝負〜 | JRA公式」という動画の2：12で見ることができる。  なお、騎乗した岡部騎手は「いいモノを持っているね」とそのレース後にコメントしたという 。その逸話により、五本脚だと評されるようになった。いちょうステークス6着のあとは脚部不安もあって休養に入り、2000年5月の500万下特別夏木立賞で復帰して1着。函館競馬場に転戦して2戦目の900万下特別洞爺湖特別を勝って1600万下条件クラスに昇級。間隔開いて12月のクリスマスカップ3着のあと、4歳になった2001年2月には格上挑戦で東京新聞杯に出走も8着。その後も自己条件で2戦して勝てず、夏に1000万下クラスに降級する。脚元の状態と相談しつつ使われて、少しずつ勝ち星を重ねる条件馬時代であった。
2001年8月の摩周湖特別でで4勝目を挙げて1600万下クラスに再昇級すると、9月に格上挑戦で京成杯オータムハンデキャップに出走。格上挑戦ながら1番人気に支持され、レースでは2着クリスザブレイヴに4馬身差をつけ、1分31秒5の当時の芝1600メートルの日本レコードで優勝した。スプリンターズステークスでも1番人気に推されたが、トロットスターの10着に終わる。続くマイルチャンピオンシップではオリビエ・ペリエの手綱で出走し、クリスザブレイヴの逃げを2番手で追走すると、そのまま押し切って2着エイシンプレストン以下をおさえてG1競走制覇を果たした。その後は香港マイルに出走も14頭立ての14着に終わり、2002年も4戦してすべて6着以下の成績に終わり、11月のマイルチャンピオンシップ14着が最後の競馬となった。
記事によると、超一流と表現するには短すぎたピークだが京成杯オータムハンデキャップで見せた爆走の印象は強烈であり一発屋のくくりに入れるにはあまりにもスケールの大きな馬だったと評され、「短すぎた超一流」とも評された。

## 競走成績
以下の内容は、netkeiba.com、JBISサーチおよび香港ジョッキークラブの情報に基づく。
| 競走日     | 競馬場 | 競走名          | 格       | 距離（馬場）  | 頭 数 | 枠 番 | 馬 番 | オッズ （人気） | 着順 | タイム （上り3F） | 着差 | 騎手        | 斤量 [kg] | 1着馬（2着馬）         | 馬体重 [kg] |
| ---------- | ------ | --------------- | -------- | ------------- | ----- | ----- | ----- | --------------- | ---- | ----------------- | ---- | ----------- | --------- | ---------------------- | ----------- |
| 1999.10.10 | 東京   | 3歳新馬         |          | 芝1800m（良） | 10    | 4     | 4     | 001.40（1人）   | 01着 | R1:49.9（36.6）   | -0.3 | 0岡部幸雄   | 53        | （ユーワシーザー）     | 480         |
| 0000.10.31 | 東京   | いちょうS       | OP       | 芝1600m（良） | 8     | 6     | 6     | 001.40（1人）   | 06着 | R1:36.2（35.5）   | -0.6 | 0岡部幸雄   | 53        | マチカネホクシン       | 486         |
| 2000.05.13 | 東京   | 夏木立賞        | 500万下  | 芝1800m（良） | 14    | 6     | 10    | 001.40（1人）   | 01着 | R1:49.0（36.6）   | -0.7 | 0岡部幸雄   | 55        | （セキサンデインヒル） | 490         |
| 0000.07.08 | 函館   | STV杯           | 900万下  | 芝2000m（良） | 12    | 6     | 8     | 002.10（1人）   | 05着 | R2:03.0（37.3）   | -0.6 | 0岡部幸雄   | 54        | クリミナーレ           | 486         |
| 0000.07.29 | 函館   | 洞爺湖特別      | 900万下  | 芝1800m（良） | 12    | 5     | 6     | 002.00（1人）   | 01着 | R1:49.3（37.2）   | -0.4 | 0横山典弘   | 54        | （ニシキオーカン）     | 484         |
| 0000.12.23 | 中山   | クリスマスC     | 1600万下 | 芝1800m（良） | 13    | 5     | 7     | 004.80（2人）   | 03着 | R1:49.0（37.6）   | -0.0 | 0岡部幸雄   | 55        | リトルダンサー         | 502         |
| 2001.01.30 | 東京   | 東京新聞杯      | GIII     | 芝1600m（稍） | 13    | 8     | 12    | 005.20（3人）   | 08着 | R1:35.2（36.4）   | -1.0 | 0岡部幸雄   | 53        | チェックメイト         | 492         |
| 0000.04.29 | 京都   | 朱雀S           | 1600万下 | 芝1600m（良） | 14    | 4     | 6     | 005.00（2人）   | 02着 | R1:33.5（35.1）   | -0.3 | 0横山典弘   | 56        | スカイアンドリュウ     | 486         |
| 0000.05.13 | 京都   | 下鴨S           | 1600万下 | 芝1800m（良） | 13    | 7     | 10    | 002.10（1人）   | 04着 | R1:45.3（35.8）   | -0.6 | 0K.デザーモ | 56        | マルカキャンディ       | 486         |
| 0000.08.05 | 札幌   | 摩周湖特別      | 1000万下 | 芝1500m（良） | 12    | 5     | 6     | 001.70（1人）   | 01着 | R1:28.0（35.2）   | -0.6 | 0横山典弘   | 57        | （グラスベンチャー）   | 484         |
| 0000.09.09 | 中山   | 京成杯AH        | GIII     | 芝1600m（良） | 11    | 5     | 5     | 002.60（1人）   | 01着 | R1:31.5（34.5）   | -0.7 | 0横山典弘   | 53        | （クリスザブレイヴ）   | 478         |
| 0000.09.30 | 中山   | スプリンターズS | GI       | 芝1200m（良） | 12    | 5     | 6     | 002.80（1人）   | 10着 | R1:07.5（34.6）   | -0.5 | 0横山典弘   | 57        | トロットスター         | 480         |
| 0000.11.18 | 京都   | マイルCS        | GI       | 芝1600m（良） | 18    | 7     | 14    | 007.80（4人）   | 01着 | R1:33.2（34.2）   | -0.1 | 0O.ペリエ   | 57        | （エイシンプレストン） | 486         |
| 0000.12.16 | 沙田   | 香港マイル      | G1       | 芝1600m（GF） | 14    | 5     | 13    | 002.00（1人）   | 14着 | R1:36.9           | -2.1 | 0O.ペリエ   | 57        | Eishin Preston         | 485         |
| 2002.05.12 | 東京   | 京王杯SC        | GII      | 芝1400m（良） | 18    | 3     | 6     | 007.70（3人）   | 08着 | R1:20.8（34.8）   | -0.5 | 0横山典弘   | 59        | ゴッドオブチャンス     | 488         |
| 0000.06.02 | 東京   | 安田記念        | GI       | 芝1600m（良） | 18    | 6     | 12    | 008.00（3人）   | 18着 | R1:35.1（36.9）   | -1.8 | 0横山典弘   | 58        | アドマイヤコジーン     | 482         |
| 0000.10.26 | 京都   | スワンS         | GII      | 芝1400m（良） | 18    | 2     | 3     | 008.00（3人）   | 16着 | R1:22.4（37.2）   | -2.6 | 0O.ペリエ   | 59        | ショウナンカンプ       | 488         |
| 0000.11.17 | 京都   | マイルCS        | GI       | 芝1600m（良） | 18    | 6     | 11    | 027.7（12人）   | 14着 | R1:33.5（35.6）   | -0.7 | 0O.ペリエ   | 57        | トウカイポイント       | 486         |

- タイム欄のRはレコード勝ちを示す
- 海外の競走の「枠番」欄にはゲート番を記載
- 香港のオッズ・人気は香港ジョッキークラブのもの（日本式のオッズ表記とした）
- 馬場状態：GF=Good to firm

## 引退後
引退後は種牡馬となり、北海道静内町のアロースタッドで供用のあと、2006年秋よりビッグレッドファームに移動。その後も2008年8月から青森県八戸市の山内牧場、2013年に再びアロースタッド、2014年は村上牧場と繋養先が変わり、2014年を最後に供用停止となった。種牡馬引退後は、引き続き村上牧場で功労馬として繋養されている。ゼンノマネジメントによって、脱げないように工夫しても嫌いな馬服を脱ぐ特技を披露したり、金髪まじりのたてがみからちょいワルと形容される等、現役引退後の様子が発信されていたが、2024年9月1日に老衰のため死亡した。27歳没。
2010年度を除く10シーズンの供用で血統登録頭数208頭、出走頭数はそのうちの185頭を記録。初年度産駒のマイネルシーガルが2008年に富士ステークスを制して重賞ウイナーとなった。

### 主な産駒
- マイネルシーガル（2007年富士ステークス）[21]
- ロビンフット（2010年ラベンダー賞、いちょうステークス）[22]
- マイネルロブスト（2011年朝日杯フューチュリティステークス2着）[23]
- マコトタンホイザー（2013年師走賞、2014年球磨川賞）[24]

## 血統表
| ゼンノエルシドの血統     | ゼンノエルシドの血統        | ゼンノエルシドの血統    | （血統表の出典）        | （血統表の出典） |
| 父系                     | ニジンスキー系              | ニジンスキー系          | ニジンスキー系          | [ § 2 ]          |
| 父 Caerleon 1980 鹿毛    | 父の父Nijinsky II 1967 鹿毛 | Northern Dancer         | Nearctic                | Nearctic         |
| 父 Caerleon 1980 鹿毛    | 父の父Nijinsky II 1967 鹿毛 | Northern Dancer         | Natalma                 |                  |
| 父 Caerleon 1980 鹿毛    | 父の父Nijinsky II 1967 鹿毛 | Flaming Page            | Bull Page               | Bull Page        |
| 父 Caerleon 1980 鹿毛    | 父の父Nijinsky II 1967 鹿毛 | Flaming Page            | Flaring Top             |                  |
| 父 Caerleon 1980 鹿毛    | 父の母Foreseer 1969 黒鹿毛  | Round Table             | Princequillo            | Princequillo     |
| 父 Caerleon 1980 鹿毛    | 父の母Foreseer 1969 黒鹿毛  | Round Table             | Knight's Daughter       |                  |
| 父 Caerleon 1980 鹿毛    | 父の母Foreseer 1969 黒鹿毛  | Regal Gleam             | Hail to Reason          | Hail to Reason   |
| 父 Caerleon 1980 鹿毛    | 父の母Foreseer 1969 黒鹿毛  | Regal Gleam             | Miz Carol               |                  |
| 母 *エンブラ 1983 黒鹿毛 | 母の父Dominion 1972 鹿毛    | Derring-Do              | Darius                  | Darius           |
| 母 *エンブラ 1983 黒鹿毛 | 母の父Dominion 1972 鹿毛    | Derring-Do              | Sipsey Bridge           |                  |
| 母 *エンブラ 1983 黒鹿毛 | 母の父Dominion 1972 鹿毛    | Picture Palace          | Princely Gift           | Princely Gift    |
| 母 *エンブラ 1983 黒鹿毛 | 母の父Dominion 1972 鹿毛    | Picture Palace          | Palais Glide            |                  |
| 母 *エンブラ 1983 黒鹿毛 | 母の母Kaftan 1975 栗毛      | Kashmir                 | Tudor Melody            | Tudor Melody     |
| 母 *エンブラ 1983 黒鹿毛 | 母の母Kaftan 1975 栗毛      | Kashmir                 | Queen of Speed          |                  |
| 母 *エンブラ 1983 黒鹿毛 | 母の母Kaftan 1975 栗毛      | Blessed Again           | Ballymoss               | Ballymoss        |
| 母 *エンブラ 1983 黒鹿毛 | 母の母Kaftan 1975 栗毛      | Blessed Again           | No Saint                |                  |
| 母系(F-No.)              | エンブラ(GB)系(FN:16-g)     | エンブラ(GB)系(FN:16-g) | エンブラ(GB)系(FN:16-g) | [ § 3 ]          |
| 5代内の近親交配          | アウトブリード              | アウトブリード          | アウトブリード          | [ § 4 ]          |
| 出典                     | 1. 2. 3. 4.                 | 1. 2. 3. 4.             | 1. 2. 3. 4.             | 1. 2. 3. 4.      |

- 母エンブラはチェヴァリーパークステークス優勝馬、カルティエ賞最優秀2歳牝馬[11]。